# みたまの湯
みたまの湯（みたまのゆ、正式名称「みはらしの丘みたまの湯・のっぷいの館」）は、山梨県西八代郡市川三郷町にある2004年開設の日帰り温泉施設。
温泉では全国初の夜景100選認定（2019年3月）、日本夜景遺産認定（2019年9月）、温泉総選挙「絶景部門」4年連続日本一（2019年～2022年）と、露天風呂からの櫛形山、北岳、鳳凰三山、八ヶ岳、茅ヶ岳、更に瑞牆山や金峰山などの奥秩父山系の展望と甲府盆地の夜景を見下ろす展望に定評がある。

## 歴史
平成11年（1999年）11月、当時の三珠町でアルカリ性単純泉が湧き出す。
平成13年（2001年）11月、三珠町大塚台地に12,300平方メートルの用地を取得。事業計画に着手。
平成15年（2003年）11月に「みはらしの丘みたまの湯・のっぷいの館」という施設名称を決定。のっぷいは地元大塚台地の火山灰を含む土壌を表す方言。
平成16年（2004年）、指定業者が株式会社内外ビル（内藤ハウスのグループ会社）に決定。地元農家による農産品直売所も設置
令和2年（2020年）、アニメ「ゆるキャン△」シリーズの「へやキャン△」の第11話「旅のおわり」で登場し話題になった。

## 施設概要

### 泉質
アルカリ性単純泉、お湯は透明感のある茶褐色、太古の植物から溶け出した天然有機物を含む。

### 所在地
- 山梨県西八代郡市川三郷町大塚2608番地

### 営業時間
- 10:00 - 23:00[1] 休業：無休（保守点検のため年5日間休館）

## アクセス

### 自動車
- 中央道「甲府南IC」より10分
- 中部横断道「増穂IC」より15分

### 鉄道
- 東海旅客鉄道（JR東海）CC 身延線「甲斐上野駅」下車でタクシーで10分、徒歩40分（甲斐上野駅から平日のみ無料送迎バスあり）

## 近在の施設
- 大門碑林公園
- 歌舞伎文化公園
- 薬王寺 - 甲斐国三十三観音霊場第１番札所
- 光勝寺 - 甲斐国三十三観音霊場第３番札所